# Четники

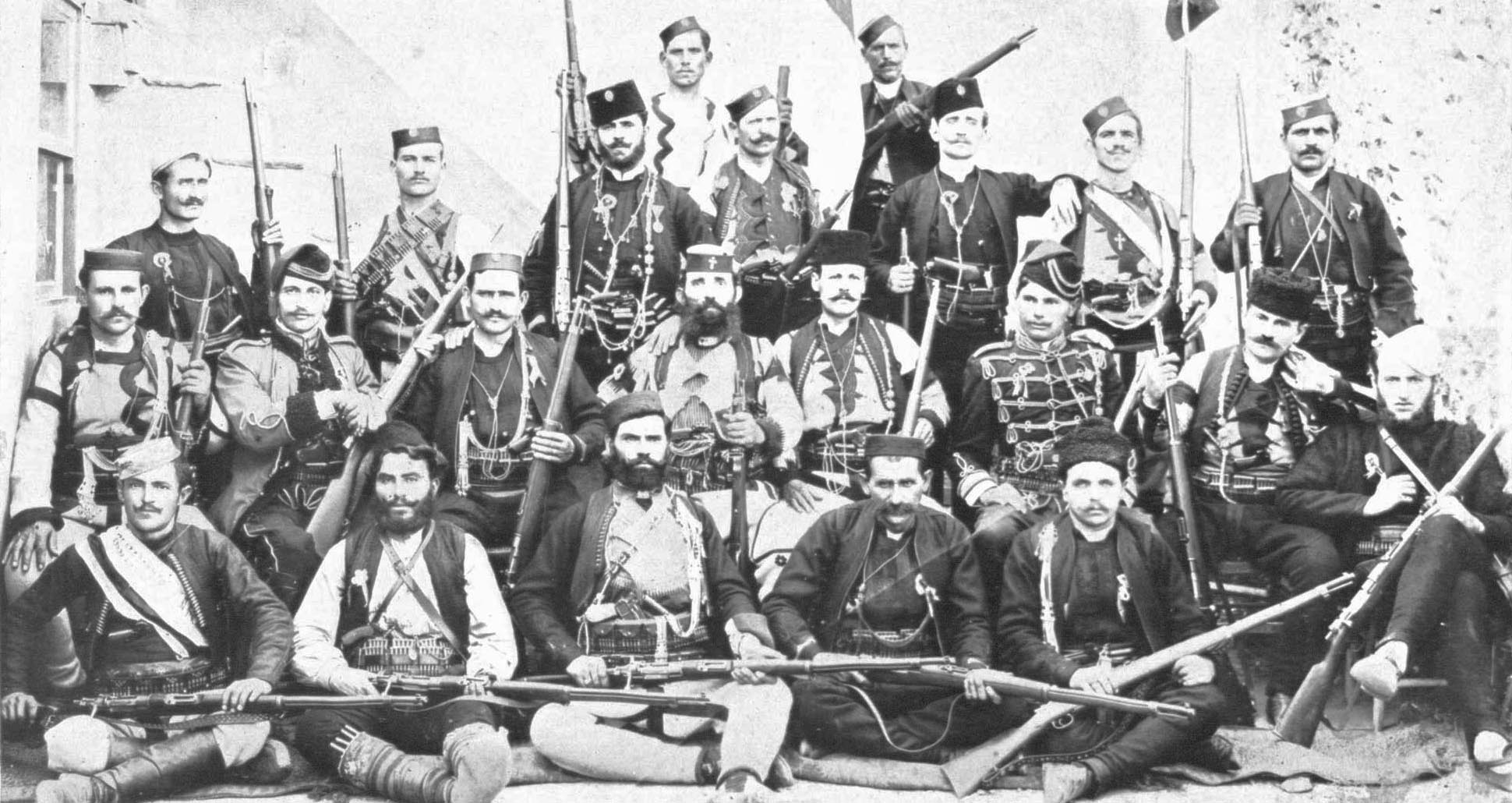
Четники ХІХ століття

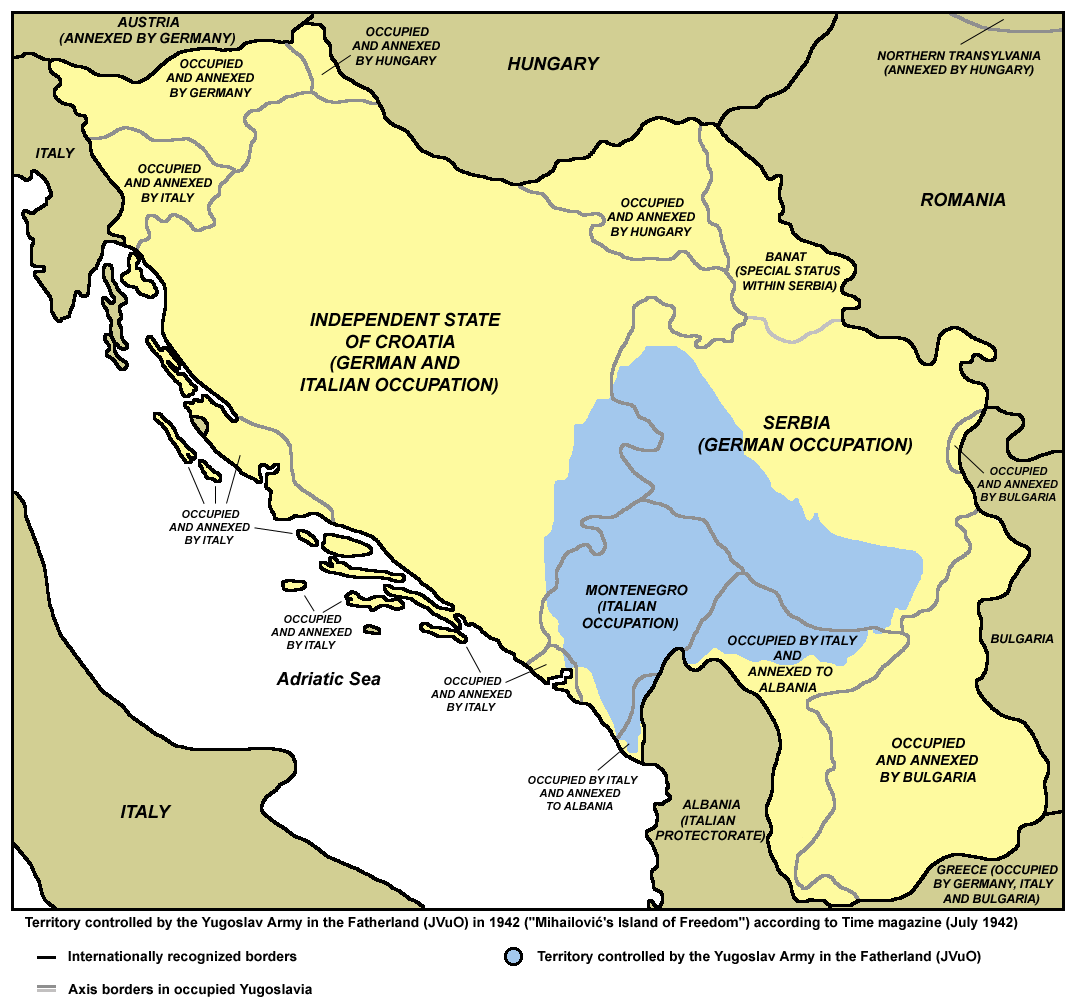
Територія, контрольована четниками в 1942 р.

Югославські війська на батьківщині (серб. Југословенска војска у отаџбини, неформальна назва — четники (серб. четници) від серб. чета «загін») — югославська монархістська партизанська організація в роки Другої світової війни. Заснована 13 травня 1941, лідер — полковник (пізніше сам проголосив себе генералом) Драголюб Михайлович. Четники орієнтувалися на королівський уряд Югославії у вигнанні. Етнічно здебільшого складалися із сербів.
Че́тники  або рух четників (серб. Четници, Četnici) — учасники південнослов'янських (сербських, болгарських, македонських тощо) національно-визвольних партизанських загонів (чет, пор. укр. чота) на Балканах, що діяли перед обома світовими війнами і під час них, здебільшого відомі за свою участь на Югославському фронті Другої світової війни.

## Рух четників у Сербії середини XX ст
Як сербська націоналістична і роялістична напіввійськова організація рух, сформований у 1941 році, початково називався «Загони четників Королівської югославської армії» (Četnički odredi jugoslovenske vojske), будучи згодом перейменованим на «Югославська армія на батьківщині» (Jugoslovenska vojska u otadžbini, Југословенска војска у отаџбини; JVUO, ЈВУО), хоча первісна назва залишалася найпоширенішою впродовж усієї війни, навіть серед самих четників. У 1941 р. Королівство Югославія було розгромлено Німеччиною і загарбано державами Осі з 1941 по 1945 рр. Хоча спочатку організація бачилася як рух опору, пізніше частина четників перейшла на колаборантські позиції, остаточно переростаючи наприкінці війни в поліцаїв — ополчення на підтримку військ Осі.
До листопада 1941 югославські партизани і четники діяли спільно, але потім дружба змінилася взаємною ненавистю, що вилилась у збройні сутички. Фактично одночасно з боротьбою проти окупантів у країні почалася громадянська війна. Михайлович, який згодом став міністром збройних сил югославського уряду у вигнанні, бачив у Тіто велику загрозу для сербського визвольного руху і для себе особисто. Крім того, Михайлович не бажав ділитися з Тіто військовою допомогою союзників. У вересні 1941 року Михайлович уклав угоду з белградським урядом Мілана Недича про спільну боротьбу проти партизанів Тіто, а в листопаді вже і прямо з німецьким командуванням обговорював тактику цієї боротьби. Така логіка подій ще більше розвела четників і партизанів у різні політичні табори. Починаючи з січня 1942 року, війська четників вели жорстоку боротьбу проти партизанів Тіто.
Незважаючи на колабораціонізм, четники допомагали солдатам із західних країн антигітлерівської коаліції. Так за всю війну на території Югославії вони переховували і переправили за лінію фронту кілька сотень американських і британських пілотів, літаки яких були збиті на Балканах.
Протягом 1942 року рух четників переживав період розквіту, але катастрофа для них вибухнула на початку 1943 року. Партизани Тіто завдали четникам нищівної поразки на річці Неретві. Розбиті частини відійшли з Боснії і Чорногорії в Сербію, щоб боронити свій останній притулок. 1944 року союзники перестали надавати четникам допомогу, направивши всі ресурси на підтримку Тіто. Незабаром у Югославію ввійшли частини Червоної Армії, які в жовтні 1944 року витіснили знекровлені загони Михайловича в Боснійські гори. Ворожнеча Михайловича і Тіто, яка починалася з простої розбіжності поглядів на найближчі цілі, привела до краху руху четників.
Четники деякий час контактували з українським національно-визвольним рухом ОУН-УПА. Деякі військовослужбовці Югославії сербської національності після втечі з німецьких концтаборів воювали в лавах українських повстанців. В середині березня 1944 року до керівництва УПА на Волинь прибувала делегація четників. Обговорювалися загальні питання, що стосувалися боротьби з більшовиками і німцями. Серед іншого була досягнута домовленість про те, що УПА буде відхиляти всі зусилля і запити про співробітництво від Йосипа Броза Тіто.
Після війни четники деякий час вели боротьбу проти комуністичного режиму Югославії. Драголюб Михайлович і кілька його вірних прихильників були схоплені югославськими органами держбезпеки. У березні 1946 року Михайлович був засуджений за звинуваченням у співпраці з нацистами і в скоєнні воєнних злочинів проти мирних жителів, а в липні був страчений (реабілітований посмертно в 2015 році). Судові процеси над четниками тривали до 1957 року.

## Рух четників у Сербії наприкінці XX ст.
Назва «четник» вживалася також деякими сербськими націоналістичними воєнізованими формуваннями, які ототожнювали себе з цим рухом, протягом недавніх Югославських воєн (наприклад, «Білі орли» Воїслава Шешеля).

## Анексія Криму(2014)
У березні 2014 року сербські найманці, іменуючи себе четниками, вирушили в Крим на підтримку проросійської сторони в ході окупації Криму. Вони говорили про «загальнослов'янську кров і православну віру», наводячи схожість із козаками, та стверджували, що повертають борг російським добровольцям, які воювали на боці сербів під час Югославських воєн. Так званих четників, що прибули в Севастополь, очолював сербський ультранаціоналіст, вождь (або, за військовою термінологією, полководець) Четницького руху в Сербії Братислав Живкович.

## Війна на сході України
За даними ЗМІ, на стороні так званих «ДНР» і «ЛНР» воюють сербські найманці..
Беручи участь у бойових діях на сході України з моменту їх початку навесні 2014 року, четники, за повідомленнями у серпні 2014 року, під час зіткнень з українською армією вбили 23 українських вояків і вивезли «значну кількість бронетехніки». Більшість цих бойовиків прибули із Сербії та населених сербами районів Чорногорії і Боснії та Герцеговини; вони, за українськими джерелами, вбили під час війни сотні українців. Сербський бойовик в Україні Милутин Малишич, який раніше воював у Косові, заявив, що «серби несуть відповідальність за своїх православних братчиків».
Як свого часу сказав Братислав Живкович на радіо «Вільна Європа», один із його загонів налічував 15 добровольців із Сербії, які через Росію дісталися до Луганська за звичайними туристичними візами. Загін називався «Святий князь Лазар». Також деякі ЗМІ писали, що він воював в Україні, серед іншого, проти «Правого сектору» і що тоді «група добровольців» із Сербії називалася «Загін Йована Севича» та що свого часу вона налічувала 35 сербів. Живкович не приховував, що він і його бойовики підпорядковувалися ватажку терористичної організації «ЛНР» Ігорю Плотницькому та що його люди одержували місячну зарплату в розмірі 150—200 євро з бюджету «ЛНР».
За словами белградського експерта з безпеки Зорана Драгишича, саме індоктринація втягує у війну молодих сербів, часом навіть майже дітей. У Сербії законом від 2014 року воєнний туризм оголошено незаконним, а 2018 року в цій країні заарештували Братислава Живковича за підозрою в залученні до участі у війні за кордоном (тобто у вербуванні та організації виїзду «добровольців» в Україну). 2017 року Живковичу після того, як він шпигував за базами НАТО, заборонили на 15 років в'їзд в Румунію. Живкович нібито намагався сфотографувати секретну документацію про радіолокаційну систему в Сату-Маре. Однак, за даними румунських ЗМІ, у документах, які він вважав конфіденційними, не було нічого таємного, а насправді їх йому підсунула румунська спецслужба, щоб засвідчити його інтерес до військової інфраструктури. Крім того, Живковичу заборонили в'їзд і до інших держав-членів НАТО.
У червні 2018 року Генеральна прокуратура України розпочала розслідування щодо 54 підозрюваних у складі проросійського іноземного легіону. Серед підозрюваних було шість сербів, які брали участь в атаках на українські війська на сході країни в 2014 році, а пізніше воювали в Сирії. Підозрювані серби вважаються причетними до крайньо правої організації Unite Continentale. До цієї групи входить і Братислав Живкович. Як повідомляло наприкінці червня 2018 року радіо «Вільна Європа», члени цієї організації систематично проходять військову підготовку на базах у Ростові-на-Дону, а сама організація підтримує постійні контакти з лідерами російської громадської організації «Міжнародний євразійський рух». Зібравши докази причетності учасників угруповання «Unite Continentale» до злочинів проти національної безпеки України та громадської безпеки, Генеральна прокуратура України 2017 року звернулася до компетентних органів США, Франції, Іспанії, Італії, Молдови, Фінляндії, Чехії та Сербії, зажадавши порушити відповідні справи проти зазначених осіб і надати необхідні документи, що їх стосуються.
Колишній речник Протитерористичного підрозділу МВС Сербії Радомир Почуча у вересні 2014 добровільно вступив у російсько-сепаратистські війська. У ЗМІ з'являлися його донесення з поля бою та фотографії з міністром оборони т. зв. ДНР, колишнім заступником начальника відділу ФСБ Ігорем Гіркіним. Почуча також регулярно публікував відео, фотографії та дописи у Facebook. Згодом він вступив у конфлікт з іншими сербськими добровольцями в на сході України, через що 18 березня 2015 його заарештував Деян Берич, а запис його допиту оприлюднено в Інтернеті. Він також на короткий час виїжджав до Москви. 
У листопаді 2017 року посол України в Сербії Олександр Александрович заявив, що Сербія робить недостатньо для того, щоб припинити участь сербських громадян у бойових діях на сході України. Олександрович відзначив, що в Україні діють близько 300 сербів, зауваживши, що сербських туристів зупинятимуть на кордоні, а в разі підозри заарештовуватимуть, оскільки вони «тут вбивали українців». Міністр закордонних справ Сербії Івиця Дачич запевнив, що Сербія поважає територіальну цілісність України.